# Lièvre de métal
| Éléments du cycle sexagésimal 干支 | Éléments du cycle sexagésimal 干支 | Éléments du cycle sexagésimal 干支 | Éléments du cycle sexagésimal 干支 | Éléments du cycle sexagésimal 干支 | Éléments du cycle sexagésimal 干支 | Éléments du cycle sexagésimal 干支 | Éléments du cycle sexagésimal 干支 | Éléments du cycle sexagésimal 干支 | Éléments du cycle sexagésimal 干支 | Éléments du cycle sexagésimal 干支 | Éléments du cycle sexagésimal 干支 |
| ---------------------------------- | ---------------------------------- | ---------------------------------- | ---------------------------------- | ---------------------------------- | ---------------------------------- | ---------------------------------- | ---------------------------------- | ---------------------------------- | ---------------------------------- | ---------------------------------- | ---------------------------------- |
| 01 Rat bois                        | 02 Buffle bois                     | 03 Tigre feu                       | 04 Lièvre feu                      | 05 Dragon terre                    | 06 Serpent terre                   | 07 Cheval métal                    | 08 Chèvre métal                    | 09 Singe eau                       | 10 Coq eau                         | 11 Chien bois                      | 12 Cochon bois                     |
| 13 Rat feu                         | 14 Buffle feu                      | 15 Tigre terre                     | 16 Lièvre terre                    | 17 Dragon métal                    | 18 Serpent métal                   | 19 Cheval eau                      | 20 Chèvre eau                      | 21 Singe bois                      | 22 Coq bois                        | 23 Chien feu                       | 24 Cochon feu                      |
| 25 Rat terre                       | 26 Buffle terre                    | 27 Tigre métal                     | 28 Lièvre métal                    | 29 Dragon eau                      | 30 Serpent eau                     | 31 Cheval bois                     | 32 Chèvre bois                     | 33 Singe feu                       | 34 Coq feu                         | 35 Chien terre                     | 36 Cochon terre                    |
| 37 Rat métal                       | 38 Buffle métal                    | 39 Tigre eau                       | 40 Lièvre eau                      | 41 Dragon bois                     | 42 Serpent bois                    | 43 Cheval feu                      | 44 Chèvre feu                      | 45 Singe terre                     | 46 Coq terre                       | 47 Chien métal                     | 48 Cochon métal                    |
| 49 Rat eau                         | 50 Buffle eau                      | 51 Tigre bois                      | 52 Lièvre bois                     | 53 Dragon feu                      | 54 Serpent feu                     | 55 Cheval terre                    | 56 Chèvre terre                    | 57 Singe métal                     | 58 Coq métal                       | 59 Chien eau                       | 60 Cochon eau                      |

Le lièvre de métal est le vingt-huitième élément du cycle sexagésimal chinois. Il est appelé  xīnmǎo en chinois, (chinois traditionnel et simplifié : 辛卯), sinmyo en coréen, shinbō en japonais et Tân Mão en vietnamien. Il est précédé par le tigre de métal et suivi par le dragon d'eau.
À la tige céleste xin est associé le Yin et l'élément métal, et par la branche terrestre mao, le Yin, l'élément bois et le signe du lapin.

## Années du lièvre de métal
La transition vers le calendrier grégorien se fait en multipliant par soixante et en ajoutant trente-et-un. Sont ainsi appelées année du lièvre de métal les années :

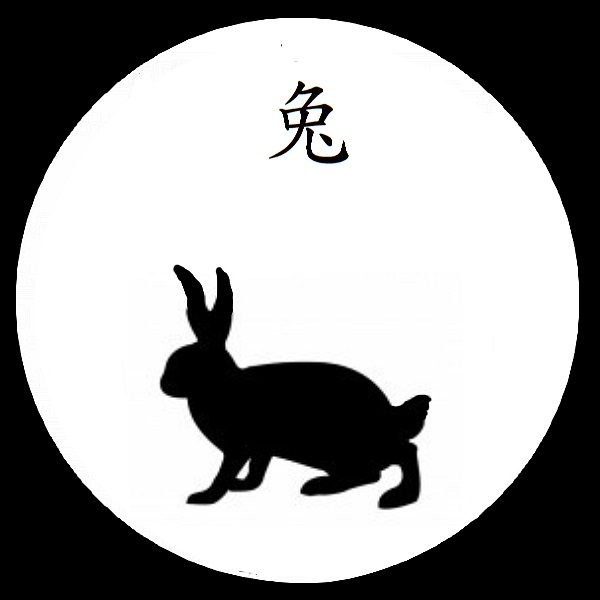
Signe astrologique chinois'Le LIÈVRE

| Ier millénaire                                                                                      | IIe millénaire                                                                                                  | IIIe millénaire |
| --------------------------------------------------------------------------------------------------- | --- | --- |
| - 31 - 91 - 151 - 211 - 271 - 331 - 391 - 451 - 511 - 571 - 631 - 691 - 751 - 811 - 871 - 931 - 991 | - 1051 - 1111 - 1171 - 1231 - 1291 - 1351 - 1411 - 1471 - 1531 - 1591 - 1651 - 1711 - 1771 - 1831 - 1891 - 1951 | - 2011 - 2071 - 2131 - 2191 - 2251 - 2311 - 2371 - 2431 - 2491 - 2551 - 2611 - 2671 - 2731 - 2791 - 2851 - 2911 - 2971 |